# Ligalize
Ligalize (in russo Лигалайз?), pseudonimo di Andrej Vladimirovič Men'šikov (in russo Андрей Владимирович Меньшиков?; Mosca, 30 giugno 1977), è un rapper russo.

## Biografia
Nato a Mosca in una famiglia di un professore di chimica, Ligalize ha inciso il suo album in studio di debutto Provokacija assieme ai P13 nel 2003. Al progetto ha fatto seguito XL, certificato oro dalla Nacional'naja Federacija Muzykal'noj Industrii con oltre 250 000 esemplari venduti a livello nazionale, il quale ha trovato un ottimo successo commerciale nella CSI per un anno, permettendogli di conseguire l'MTV Russia Music Award al miglior progetto hip hop/rap/R&B del 2006. L'artista è stato candidato nella medesima categoria anche l'anno successivo, perdendola nei confronti di Bianka.
La popolarità dell'album Živoj, pubblicato circa un decennio dopo, si è convertita in una nomination per un Premija RU.TV.

## Discografia

### Album in studio
- 2003 – Provokacija (con i P13)
- 2006 – XL
- 2016 – Živoj
- 2018 – Molodoj korol'
- 2020 – Ali
- 2023 – Aborigeny fanka (con DOB e Sir-J)
- 2024 – Ėpizod 4

### Album di remix
- 2004 – Remix Album (con i P13)

### Album video
- 2007 – Liga DVD Vol.1

### Raccolte
- 2024 – 30 let chitov i andera. Bol'šoe načalo...

### Singoli
- 2009 – Nebo zasypaj (con MakSim)
- 2014 – Ljubov' v každom mgnovenii (con Julia Volkova e Lena Katina feat. Mike Tompkins)
- 2015 – Fight (feat. Onyx)
- 2015 – Karma
- 2015 – Karavan (feat. Andrej Gruzli, Ika & Art Force Crew)
- 2016 – Ukroju
- 2017 – Neprikasaemye (con Burito)
- 2017 – Eščë odin den' (con Filatov & Karas)
- 2018 – Sud'ba (prokljatyj rėp) (con i 25/17)
- 2020 – Zastoj 2.0
- 2020 – Fak ju! (Geroin)
- 2021 – Ja tokoj že kak ty
- 2022 – Buduščie mamy 2.0 (con Filatov & Karas)
- 2023 – Mir! Vašemu! Domu! (con D.O.B)
- 2024 – Roždënnye v SSSR
- 2025 – Na padenie